# Малисов, Аркадий Борисович
Аркадий Борисович Малисов (23 декабря 1967, Тбилиси, СССР) — советский, грузинский и российский футболист, вратарь.

## Карьера
Клубную карьеру начинал в «Мешахте» Ткибули, за который провёл 2 матча в чемпионате СССР во второй лиге. Далее выступал за дублирующую команду тбилисского «Динамо» и числился в «Гурии». С 1988 по 1989 год провёл 30 матчей за «Мелиоратор» Кзыл-Орда. В начале 1991 года провёл 7 матчей за «Алазани», который выступал в чемпионате Грузии. Далее полтора года провёл в ейском «Старте», отыграл 46 матчей в чемпионатах страны. В 1993 году перебрался в нижегородский «Локомотив», дебютировал за клуб в высшей лиге 20 марта в домашнем матче 3-го тура против «КАМАЗа». В высшей лиге сыграл два матча, пропустив три мяча от волгоградского «Ротора». После чего завершил футбольную карьеру и увлёкся баскетболом, играл за БК «Ейск» в чемпионате Кубани.